# Miron Zuckerman
Miron Zuckerman (sinh ngày 6 tháng 6 năm 1945) là một nhà tâm lý học người Mỹ và giáo sư tâm lý học tại Đại học Rochester. Ông được biết đến với việc nghiên cứu về nhận thức xã hội, giao tiếp phi ngôn ngữ và tâm lý học tôn giáo.
Ông đã chỉ đạo một phân tích tổng hợp vào năm 2013 cho thấy mối liên hệ tiêu cực giữa tôn giáo và trí thông minh.
Ông cũng từng nghiên cứu sự thiên vị vị kỷ, và phát hiện ra rằng mọi người đánh giá quá cao tầm quan trọng của bản thân họ trong các cuộc thảo luận nhóm.